# 佑宁寺
佑宁寺 (藏語：དགོན་ལུང་བྱམས་པ་གླིང་，威利转写：dgon lung byams pa gling)，原名郭隆寺，位于中国青海省海东市互助土族自治县五十乡寺滩村，为第七批青海省文物保护单位，公布日期为2004年5月10日，类型为古建筑。
佑宁寺的历史年代为明。湟北四大名寺之一(广惠寺、却藏寺、佑宁寺、夏琼寺)。郭隆寺第一世活佛扎巴鄂色出生在郭隆寺附近的红崖子沟乡的张家，后得名“章嘉呼图克图”。清雍正元年（1723年），固始汗之孙罗卜藏丹津反清，青海众多的格鲁派寺院都卷入其中，年羹尧属下清兵攻占塔尔寺、郭隆寺等大寺院，塔尔寺活佛被正法，郭隆寺大经堂及僧舍被彻底烧毁，十四部《甘珠尔》、《丹珠尔》及无数佛像、佛经、佛塔都焚毁于战火之中，郭隆寺法台、二世却藏活佛洛桑旦丹坚赞以及数百名喇嘛被诱杀，郭隆寺从此不复存在。清雍正十年（1732年），雍正帝命令重建郭隆寺，并赐额“佑宁寺”，有「保佑西寧」之意。

## 延伸閱讀
- 尕藏、蒲文成等譯註（1990），《佑寧寺（三種）》，西寧：青海人民出版社。
- Sullivan, Brenton T. (2013), The Mother of All Monasteries: Gönlung Jampa Ling and the Rise of Mega Monasteries in Northeastern Tibet, University of Virginia Department of Religious Studies Ph.D. Dissertation.